# Waakye
Le waakye ou Doungouri da mo où Niabe dans les langues Haoussa et Zarma du Niger, ayimolou au Togo et Atassi  au Bénin est un plat très populaire dans ces pays. Composé de riz et de haricots cuits. Il peut être préparé à la maison, mais est principalement vendu par les vendeurs en bordure de route. Il est préparé en faisant bouillir les haricots et le riz ensemble.
Le waakye est surtout consommé au petit déjeuner ou au déjeuner. Il peut être consommé avec du kelewele, du poisson frit, des bananes plantain frites, des œufs durs ou du poulet frit. Le waakye provient des peuples Zarma et Haoussa du Niger.

## Source
- (en) Cet article est partiellement ou en totalité issu de l’article de Wikipédia en anglais intitulé « Waakye » (voir la liste des auteurs).